# Sân bay Domingo Faustino Sarmiento
Sân bay Domingo Faustino Sarmiento (tiếng Tây Ban Nha: Aeropuerto de San Juan - Domingo Faustino Sarmiento) (IATA: UAQ, ICAO: SANU) là một sân bay ở tỉnh San Juan, Argentina, phục vụ thành phố San Juan. Hãng hàng không hoạt động ở đây là Aerolíneas Argentinas.
Việc quy hoạch sân bay San Juan bắt đầu ngày 15 tháng 2 năm 1958. Kế hoạch được phê chuẩn năm 1961, và khởi công năm 1971, gần như hoàn thành năm 1977, nhưng lại bị động đất Caucete phá hủy hoàn toàn vào năm 1977, được xây dựng lại giữa năm 1977 và 1980. Sân bay mới hiện tại được khai trương ngày 25 tháng 2 năm 1981. Năm 2007, có 68.756 lượt khách thông qua.

## Các tuyến bay
- Aerolíneas Argentinas / Austral Líneas Aéreas
  - Buenos Aires / Aeroparque Jorge Newbery AEP
- LAN Argentina
  - Buenos Aires / Aeroparque Jorge Newbery AEP [bắt đầu tháng 7 năm 2008][liên kết hỏng]